# Marlena Wawrzyniak
Marlena Wawrzyniak (ur. 12 sierpnia 1976 w Grudziądzu) – polska armwrestlerka, instruktor lekkoatletyki, trener personalny kulturystyki i fitness oraz nauczycielka wychowania fizycznego.

## Życiorys
W armwrestlingu zadebiutowała 28 października 2007 roku, podczas Mistrzostw Polski Amatorów (Debiuty) w Wodzisławiu Śląskim. Po poważnej kontuzji (rozszczepienie kości ramiennej) odniesionej w czasie walki finałowej podczas Pucharu Polski w 2007 r. powróciła do startów w połowie 2008 roku.
Obecnie Marlena Wawrzyniak jest Najsilniejszą Kobietą w Polsce, wielokrotną Mistrzynią Polski, Mistrzynią Europy, Mistrzynią Świata, Mistrzynią Pucharu Świata Zawodowców i medalistką turniejów międzynarodowych. W 2008 roku na Pucharze Polski wywalczyła tytuł „Najsilniejszej Polki na rękę prawą”. W 2009 r. obroniła ten tytuł i została wpisana do księgi: „Polskie Rekordy i Osobliwości”. Pierwsza polska armwrestlerka, która 11 rok z rzędu obroniła tytuł „Najsilniejszej Polki” (lewa i prawa ręka) – tytuł wywalczony w prestiżowej kategorii Open rozgrywany na Pucharze Polski (2008, 2009, 2010, 2011, 2012, 2013, 2014, 2015, 2016, 2017, 2018).
Jako pierwsza Polka zdobyła historyczne złoto na Pucharze Świata Zawodowców, jak również na Mistrzostwach Europy i Mistrzostwach Świata.
Marlena Wawrzyniak jest nauczycielem, trenerem personalnym w swojej F.U.H. „Aspiration”, prezesem i trenerem UKS Arm Fanatic Sport Grudziądz. Pod swoją opieką ma grupę młodych zawodników m.in. wicemistrzynię Europy i Świata juniorów oraz brązową medalistkę seniorów Martę Opalińską.